# Daniel Outelet
Daniel Outelet (1936-1970) fue un deportista belga que compitió en judo. Ganó siete medallas en el Campeonato Europeo de Judo entre los años 1954 y 1961.

## Palmarés internacional
| Campeonato Europeo | Campeonato Europeo       | Campeonato Europeo | Campeonato Europeo |
| Año                | Lugar                    | Medalla            | Categoría          |
| ------------------ | ------------------------ | ------------------ | ------------------ |
| 1954               | Bruselas (Bélgica)       | Medalla de oro     | 1.er dan           |
| 1955               | París (Francia)          | Medalla de oro     | 2.º dan            |
| 1957               | Róterdam (Países Bajos)  | Medalla de oro     | 3.er dan           |
| 1958               | Barcelona (España)       | Medalla de bronce  | 3.er dan           |
| 1959               | Viena (Austria)          | Medalla de bronce  | 4.º dan            |
| 1960               | Ámsterdam (Países Bajos) | Medalla de oro     | 4.º dan            |
| 1961               | Milán (Italia)           | Medalla de bronce  | 4.º dan            |